# Eddy Mazzoleni
Eddy Mazzoleni (født 29. juli 1973 i Bergamo) er en italiensk tidligere cykelrytter.
Mazzoleni startede sin professionelle karriere i 1996 på holdet Saeco. I 2000 cyklede han for Polti, de næste to år for Tacconi-Vini Caldirola, og i 2003-2004 igen for Saeco. I 2005 var han på Lampre-Caffita, og i 2006 cyklede han for T-Mobile Team. Første del af 2007-sæsonen cyklede han for Astana Team. 16. juli bestemte han sig for at sige op efter at have været suspenderet fra holdet efter en dopingsag.
Mazzoleni har deltaget fire gange i Tour de France, men han har ikke vundet nogen etaper. Den bedste sammenlagte plads er fra 2005 hvor han kom på en 13. plads.

## Resultater
- 1999 Tredjeplads i Lombardiet Rundt
- 2000 Sejr på 3. etape i Tour de Romandie
- 2000 Sejr på 6. etape i Tour de Suisse
- 2007 Tredjeplads sammenlagt i Giro d'Italia